# Јохан Готфрид Гале
Јохан Готфрид Гале (Радис, 9. јун 1812 — Потсдам, 10. јул 1910) био је немачки астроном. Познат је по томе што је, уз помоћ асистента Хајнриха Дареа, био прва особа која је видела планету Нептун, а да је то знала. То је било једно од највећих научних открића XIX века.

## Биографија
Рођен је у месту Папстхаусу, два километра западно од Радиса у близини града Грефенхајнихен у данашњој немачкој савезној држави Саксонија-Анхалт, као први син Мари Хенријет, рођене Паније (1790—1839) и Јохана Готфрида Галеа (1790–1853). Гимназију је похађао у граду Лутерштат Витенберг, а студирао на Универзитету у Берлину од 1830-1833. У гимназији у Губену је предавао математику и физику, а касније је прешао на Берлинску гимназију.
Од 1835. почео је да ради као асистент Јохану Францу Енкеу у новооснованој Берлинској опсерваторији. Тамо ће радити наредних 16 година користећи искључиво рефрактор пречника објектива 22,5 центиметара. Уз помоћ њега ће у периоду од 1838-1840 открити унутрашњи Сатурнов прстен као и три комете.
Године 1847. Гале је наследио Фридриха Вилхелма Бесела као директор опсерваторије Кенигсберг, али је повукао своју номинацију почетком 1848. године због интриге против њега коју је водио Карл Густав Јакоб Јакоби.
Године 1851. преселио се у Вроцлав где је постао директор локалне опсерваторије, а 1856. је постао професор астрономије на тамошњем универзитету.
Године 1897. је Гале се вратио у Потсдам, где је преминуо у 98. години. Надживели су га супруга и два сина - Андреас Гал и Георг Гал (1860–1946). У Грефенхајнихену је 1977. године постављена спомен-плоча у његову част.

## Откриће Нептуна
Главно научно достигнуће Јохан Галеа је откриће планете Нептун на основу прорачуна Ирбена Леверијеа. У својој докторској дисертацији 1845. он је дао критички осврт на запажања Урана Олеа Ремера за период од 20. до 23. октобра 1706. Копију своје тезе је послао Леверијеу, али је одговор добио тек годину дана касније. У писму примљеном 23. септембра 1846, као одговор Леверије га је замолио да погледа ка одређеном подручју неба не би ли видео нову планету, која би објаснила одређене сметње у кретању Урана. Исте ноћи, након што му је Енке дао дозволу (мада против своје воље), у сарадњи са својим асистентом Хајнрихом Дареом Гале је пронашао нову планету само 1 степен даље од предвиђене позиције. Гале је увек одбијао да прими заслуге за откриће Нептуна, већ их је приписивао Леверијеу.

## Каснија каријера
Године 1851. преселио се у Вроцлав где је постао директор локалне опсерваторије, а 1856. је постао професор астрономије на тамошњем универзитету. У Вроцлаву је радио више од 45 година, а 1875/76. године изабран је за ректора.Бавио се тачним одређивањем положаја планетарних орбита и развијањем метода за израчунавање висине аурора и путања метеора. Поред тога се бавио проучавањем Земљиног магнетног поља и климатологије. Укупно је објавио преко 200 научних радова.
Његово име носе по један кратер на Месецу и Марсу, један астероид, као и један од Нептунових прстенова.

## Дела
- Galle, Johann Gottfried (1845). Olai Roemeri Triduum observationum astronomicarum a MDCCVI. diebus m Oct. XX. usque ad XXIII. instituarum reductum et cum tabulis comparatum. Berolini: Typis Academicis.
- Galle, Johann Gottfried (1850). Register zu von Zach's Monatlicher Correspondenz aur Beförderung der Erd- und Himmels-Kunde. Gotha: Im Verlage der Beckerschen Buchh.
- Galle, Johann Gottfried (1857). Grundzüge der schlesischen Klimatologie. Max.
- Galle, Johann Gottfried (1868). Ueber die Bahn des am 30. Januar 1868 beobachteten und bei Pultusk im Königreiche Polen als Steinregen niedergefallenen Meteors durch die Atmosphäre. Breslau: Bei J. Max und komp.
- Galle, Johann Gottfried (1875). Ueber eine Bestimmung der Sonnen-Parallaxe aus correspondirenden Beobachtungen des Planeten Flora auf mehreren Sternwarten der nördlichen und südlichen Halbkugel im October und November 1873. Breslau: Maruschke & Berendt.
- Galle, Johann Gottfried (1882). Ueber die Regenmenge in Breslau und einige neuere Versuche, die Abnahme derselben mit der Höhe betreffend. Berlin: s.n.]
- Galle, Johann Gottfried (1894). Verzeichniss der Elemente der bisher berechneten Cometenbahnen nebst Anmerkungen und Literatur-Nachweisen neu bearbeitet ergänzt und fortgesetzt bis zum Jahre 1894. Leipzig: W. Engelmann.